# ضيق عنق الرحم
ضيق عنق الرحم يعني أن ضيق فتحة عنق الرحم (قناة عناق الرحم الداخلية) أكثر من الحجم النموذجي. في بعض الحالات، قد قناة عنق الرحم الداخلية تكون مغلقة تماما. التضيق في الطب هو صعوبة مرور الجسم في الوعاء أكثر مما ينبغي أن يكون عليه في العادة.

## العلامات والأعراض
تعتمد الأعراض على ما إذا كانت قناة عنق الرحم مغلقة جزئيًا أو كليًا وفي حالة انقطاع الطمث لدى المريضة (سن اليأس). قد يكون لدى مرضى في فترة ما انقطاع الطمث تراكم الدم داخل الرحم والذي قد يسبب عدوى، أو نزيف متقطع، أو ألم في الحوض. يزداد لدى المرضى أيضًا خطر متزايد من الإصابة بالعقم والانتباذ البطاني الرحمي.

## الأثر
قد يؤثر تضيق عنق الرحم على الخصوبة الطبيعية عن طريق إعاقة مرور السائل المنوي في الرحم. في سياق علاج العقم، قد يؤدي تضيق عنق الرحم إلى تعقيد أو منع التلقيح الاصطناعي داخل الرحم أو عملية الإخصاب في المختبر.

## الأسباب
قد يكون تضيق عنق الرحم موجودًا منذ الولادة أو قد يكون ناجمًا عن عوامل أخرى:
- العمليات الجراحية التي تجرى على عنق الرحم مثل تنظير المهبل، الخزعة المخروطية، أو الجراحة البردية[3]
- صدمة عنق الرحم [3]
- الالتهابات المهبلية المتكررة[3]
- ضمور عنق الرحم بعد سن اليأس[3]
- سرطان عنق الرحم[1]
- العلاج الإشعاعي[1]
- خراجات نابوثيان في عنق الرحم

## العلاج
ينطوي علاج تضيق عنق الرحم على فتح أو توسيع قناة عنق الرحم. قد تتحسن الحالة من تلقاء نفسها بعد الولادة المهبلية للطفل. ويمكن توسيع قناة عنق الرحم مؤقتًا عن طريق إدخال موسع في عنق الرحم. إذا كان سبب التضيق ندبة، يمكن استخدام العلاج بالليزر لتبخير التندب. وأخيرًا، يمكن إجراء عملية جراحية في قناة عنق الرحم عن طريق تنظير الرحم وقص بعض الأنسجة من عنق الرحم.